# Opisthograptis swanni
Opisthograptis swanni là một loài bướm đêm trong họ Geometridae.